# Prva slovenska nogometna liga
Prva liga Telemach Slovenije lub 1. SNL (słoweń.  Prva liga Telemach) – najwyższa w hierarchii klasa męskich ligowych rozgrywek piłkarskich w Słowenii, będąca jednocześnie najwyższym szczeblem centralnym (I poziom ligowy), utworzona w 1991 roku i od samego początku zarządzana przez Słoweński Związek Piłki Nożnej (NZS). Zmagania w jej ramach toczą się cyklicznie (co sezon) i przeznaczone są dla 10 najlepszych krajowych klubów piłkarskich. Jej triumfator zostaje Mistrzem Słowenii, zaś najsłabsze drużyny są relegowane do 2. SNL (II ligi słoweńskiej).
Od sezonu 2022/2023 po raz pierwszy w historii można w polskiej telewizji oglądać wybrane mecze tych rozgrywek, jak i 2. ligi słoweńskiej na antenie polskiej wersji kanału Sport Klub.

## Historia
Mistrzostwa Słowenii w piłce nożnej rozgrywane są od 1991 roku, kiedy to ten kraj odzyskał niepodległość. Od 1920 do końca sezonu 1990/91 liga słoweńska była jedną z niższych lig w byłej Jugosławii. 
Od 1999/2000 do sezonu 2003/04 głównym sponsorem ligi był Si.mobil, potem do 2005/06 Mobil Vodofone. W latach 2006–2009 i 2013–2021 rozgrywki były dotowane przez Telekom Slovenije. Aktualnym sponsorem jest słoweńskie przedsiębiorstwo telekomunikacyjne Telemach. 

## System rozgrywek
Obecny format ligi zakładający podział rozgrywek na 4 koła obowiązuje od sezonu 2005/06.
Rozgrywki składają się z 36 kolejek spotkań rozgrywanych pomiędzy drużynami systemem kołowym. Każda para drużyn rozgrywa ze sobą cztery mecze – dwa w roli gospodarza, dwa jako goście. Od sezonu 2005/06 w lidze występuje 10 zespołów. W przeszłości liczba ta wynosiła od 12 do 21. Drużyna zwycięska za wygrany mecz otrzymuje 3 punkty (do sezonu 1994/95 2 punkty), 1 za remis oraz 0 za porażkę.
Zajęcie pierwszego miejsca po ostatniej kolejce spotkań oznacza zdobycie tytułu Mistrzów Słowenii w piłce nożnej. Mistrz Słowenii kwalifikuje się do eliminacji Ligi Mistrzów UEFA. Druga oraz trzecia drużyna zdobywają możliwość gry w Lidze Europy UEFA. Również zwycięzca Pucharu Słowenii startuje w eliminacjach do Ligi Europy lub, w przypadku, w którym zdobywca krajowego pucharu zajmie pierwsze miejsce w lidze – możliwość gry w eliminacjach do Ligi Europy otrzymuje również czwarta drużyna klasyfikacji końcowej. Zajęcie ostatniego miejsca wiąże się ze spadkiem drużyny do 2. SNL. Przedostatnia drużyna w tablicy walczy w barażach play-off z drugą drużyną 2. SNL o utrzymanie w najwyższej lidze.
W przypadku zdobycia tej samej liczby punktów, klasyfikacja końcowa ustalana jest na podstawie wyniku dwumeczu pomiędzy drużynami, w następnej kolejności, w przypadku remisu – na podstawie różnicy bramek w pojedynku bezpośrednim, następnie na podstawie ogólnego bilansu bramkowego osiągniętego w sezonie, większej liczby bramek zdobytych oraz w ostateczności za pomocą losowania.

## Skład ligi w sezonie 2025/26
| Uczestnicy poprzedniej edycji                                                                                 | Uczestnicy poprzedniej edycji | Uczestnicy poprzedniej edycji | Uczestnicy poprzedniej edycji |
| --- | ----------------------------- | ----------------------------- | ----------------------------- |
| OLL | Olimpija Lublana              | 1                             |                               |
| MAR | NK Maribor                    | 2                             |                               |
| KOP | FC Koper                      | 3                             |                               |
| CEL | NK Celje                      | 4                             |                               |
| BRA | Bravo                         | 5                             |                               |
| PRI | ND Primorje                   | 6                             |                               |
| MUR | NŠ Mura                       | 7                             |                               |
| RDM | NK Radomlje                   | 8                             |                               |
| po barażach                                                                                                   |                               |                               |                               |
| DOM | NK Domžale                    | 9                             |                               |
| Spadek z 1. SNL                                                                                               |                               |                               |                               |
| NAF | NK Nafta 1903                 | 10                            |                               |
| Awans z 2. SNL                                                                                                |                               |                               |                               |
| ALU | NK Aluminij                   | 1                             |                               |
| Oznaczenia: - kolumna pierwsza – skróty nazw drużyn, - kolumna trzecia – miejsce zajęte w poprzednim sezonie. |                               |                               |                               |

## Statystyka

### Tabela medalowa
Mistrzostwo Słowenii zostało do tej pory zdobyte przez 8 różnych drużyn.
Stan na po zakończeniu sezonu 2024/2025. 
| Lp. | Klub                    | Miejsca na podium | Miejsca na podium | Miejsca na podium | Zwycięskie sezony                  |    |   | |
| --- | ----------------------- | ----------------- | ----------------- | ----------------- | ---------------------------------- | -- | - | --- |
| Lp. | Klub                    | 1.                | NK Maribor        | 16                | Zwycięskie sezony                  | 10 | 4 | 1996/97, 1997/98, 1998/99, 1999/2000, 2000/01, 2001/02, 2002/03, 2008/09, 2010/11, 2011/12, 2012/13, 2013/14, 2014/15, 2016/17, 2018/19, 2021/22 |
| 2.  | ND Gorica               | 4                 | 7                 | 7                 | 1995/96, 2003/04, 2004/05, 2005/06 |    |   | |
| 3.  | Olimpija Lublana (2005) | 4                 | 3                 | 5                 | 2015/16, 2017/18, 2022/23, 2024/25 |    |   | |
| 4.  | Olimpija Lublana (1911) | 4                 | 3                 | 2                 | 1991/92, 1992/93, 1993/94, 1994/95 |    |   | |
| 5.  | NK Domžale              | 2                 | 4                 | 5                 | 2006/07, 2007/08                   |    |   | |
| 6.  | NK Celje                | 2                 | 3                 | 1                 | 2019/20, 2023/24                   |    |   | |
| 7.  | FC Koper                | 1                 | 3                 | 4                 | 2009/10                            |    |   | |
| 8.  | NŠ Mura Murska Sobota   | 1                 | 0                 | 0                 | 2020/21                            |    |   | |
| 9.  | NK Mura Murska Sobota   | 0                 | 2                 | 2                 |                                    |    |   | |
| 10. | Primorje Ajdovščina     | 0                 | 2                 | 1                 |                                    |    |   | |
| 11. | Rudar Valenje           | 0                 | 0                 | 4                 |                                    |    |   | |
| 12. | NK Izola                | 0                 | 0                 | 1                 |                                    |    |   | |
| 12. | Mura 05 Murska Sobota   | 0                 | 0                 | 1                 |                                    |    |   | |